# Dom Carlos I.
Die Dom Carlos I. war ein Geschützter Kreuzer vom Typ Elswick, der im Januar 1897 von der portugiesischen Marine bei der Firma Armstrong, Whitworth & Co bestellt wurde. Das Schiff wurde nach den Plänen der Yoshino entwickelt worden und war den gleichzeitig gebauten Takasago und Chacabuco ähnlich, ohne deren schwere Geschütze zu haben. Anders als diese Kreuzer hatte sie einen mit Kupfer verkleideten Rumpf erhalten, hatte als erster Elswick-Kreuzer nur Wasserrohrkessel und hatte die größte Antriebsanlage mit Yarrow-Kesseln. Der Kreuzer war während seiner Dienstzeit das größte Schiff der Marinha Portuguesa.
Der Kreuzer war aktiv an der portugiesischen Revolution im Oktober 1910 beteiligt und wurde in der Republik umbenannt in Almirante Reis nach dem Flottenadmiral Carlos Cândido dos Reis (1852–1910), der sich im irrigen Glauben an ein Scheitern der Revolution 1910 das Leben nahm. 1918 wurde das Schiff teilweise abgerüstet, um es zu modernisieren. Die schlechte Finanzlage der Republik erlaubte diese Modernisierung jedoch nicht, so dass die ehemalige Dom Carlos I. von der Flottenliste gestrichen und 1925 nach Holland zum Abbruch verkauft wurde.

## Baugeschichte
Die Firma Armstrong verhandelte mit Portugal seit Beginn 1896 um den Bau eines Kreuzers, der ähnlich der japanischen Yoshino werden sollte. Da der Kreuzer auch für den Einsatz in den Tropen geeignet sein sollte, fiel eine Lieferung des Spekulationsbaus auf der Low Walker-Werft (der späteren chilenischen Chacabuco) aus, und es wurde Ende des Jahres 1896 schon vor dem endgültigen Vertragsabschluss der Kiel für den neuen portugiesischen Kreuzer auf der Werft in Elswick gestreckt. Als Neuerung sollte dieser erstmals für einen Elswick-Kreuzer nur mit Wasserrohr-Kesseln ausgestattet werden, und es wurden Yarrow-Kessel gewählt, die noch nie eine derartig große Antriebsanlage gebildet hatten. Anders als die gleichzeitig gebauten Takasago und die etwas größeren chinesischen Kreuzer erhielt die Dom Carlos I. keine schweren 8-Zoll-Kanonen, sondern nur vier 6-Zoll-Geschütze als schwerste Waffen, die als Bug- und Heckgeschütz sowie in einem Paar seitlich der Brücke wie bei der Yoshino zum Einbau kamen.
Die Dom Carlos Primeiro lief am 5. Mai 1898 vom Stapel und schloss am 19. April 1899 ihrer Werfterprobung ab.

## Einsatzgeschichte
Im Juli 1899 traf der neue Kreuzer in Lissabon ein. Er war das größte Schiff der portugiesischen Marine und blieb es auch während seiner Dienstzeit. Am 9. April 1900 startete die Dom Carlos I. zu ihrer ersten großen Auslandsreise über São Vicente (Kap Verde) nach Rio de Janeiro, um an der 400-Jahr-Feier der Entdeckung Brasiliens teilzunehmen, wo sie am 29. April eintraf.
Im Januar 1901 nahm der Kreuzer dann an der Flottenparade bei der Insel Wight aus Anlass des Todes der britischen Königin Victoria teil. Im Juni bis Mitte Juli begleitete der Kreuzer das portugiesische Königspaar auf der Yacht Amélia III (1898, 650 tn.l.) zusammen mit den Kreuzern Rainha Dona Amélia (1901, 1693 tn.l.) und São Gabriel (1898, 1771 tn.l.) nach Madeira und zu den Azoren, wo die Inseln Santa Maria, Faial, Graciosa und Terceira besucht wurden. Von Ponta Delgada auf São Miguel lief der Verband dann nach Lissabon zurück.
Im Mai 1902 erhielt der Kreuzer eine Funkanlage, die eine Reichweite von bis zu 90 Meilen hatte.
1902 sollte der Kreuzer an der Flottenschau anlässlich der Krönung des britischen Königs Eduard VII. teilnehmen, zu der er am 23. Juni in Spithead mit dem 15-jährigen portugiesischen Kronprinzen Ludwig Philipp eintraf. Kurz nach der Dom Carlos I. traf auch die ähnliche, inzwischen von Chile erworbene und noch in England befindliche Chacabuco und einen Tag später auch deren Schwesterschiff Takasago mit dem Panzerkreuzer Asama aus Japan ein.
Wegen einer Erkrankung König Eduards wurde die Schau verschoben. Der Ersatztermin im August wurde wieder mit dem Kronprinzen und dem Kreuzer Rainha Dona Amélia wahrgenommen.
Am 25. Oktober trat die Dom Carlos I. eine weitere Reise nach Brasilien an, um an der Amtseinführung des Präsidenten Francisco Rodrigues Alves teilzunehmen. Über die Kapverdischen Inseln wurde Rio am 14. November erreicht. In der Guanabara-Bucht ankerten neben der brasilianischen Flotte auch drei englische, ein amerikanisches, ein französisches und ein argentinisches Kriegsschiff. Auf dem Rückmarsch wurden noch Belém (Pará) und São Vicente angelaufen, ehe der Kreuzer im Januar 1903 wieder in Lissabon eintraf.
1903 empfing der Kreuzer in Funchal den englischen Minister Joseph Chamberlain, eskortierte dann beim Staatsbesuch König Eduards VII. ab der Mündung den Tajo aufwärts die britische Königsyacht HMS Victoria and Albert, besuchte danach Algier zu Ehren des französischen Staatspräsidenten während dessen Aufenthalts in Nordafrika und machte 1903 noch einen Besuch in Cartagena, um Grüße des Königs Karl an den spanischen König Alfons XIII. zu überbringen. Im August passierte die britische Flotte bei ihren Manövern mit über 100 Einheiten die portugiesische Südküste und wurde von der Dom Carlos I. mit dem König an Bord begrüßt, der mit dem Kreuzer das britische Manöver beobachtete. Die Einsätze in den Jahren 1904 und 1905 verliefen ähnlich.
Ende 1905 traten auf Madeira Pestfälle auf. Die massiven Maßnahmen der Behörden um die Krankheit einzudämmen, die Isolierung der Erkrankten und die Quarantäne über der Insel führte zu Unruhen und Aufständen. Die Regierung entsandte daher die Dom Carlos I., um die Behörden zu verstärken und die Unruhen gegebenenfalls zu unterdrücken. Einige Familienangehörige der Verantwortlichen wurden zur Sicherheit auf dem Kreuzer untergebracht. So kam es zur Geburt eines Jungen an Bord, der den Namen Carlos erhielt. Im Februar konnte der Kreuzer Funchal wieder verlassen.
Am 8. April 1906 meuterte die Besatzung des auf dem Tejo liegenden Kreuzers, schickte den Kommandanten von Bord und verlangte seine sofortige Ablösung. Ein erster Versuch, den Kreuzer am folgenden Tag zu besetzen, scheiterte. Der Oberbefehlshaber der Marine, Vizeadmiral Ferreira de Amaral, ging schließlich persönlich an Bord des Kreuzers und erreichte die Aufgabe der Besatzung, die zum überwiegenden Teil darauf abgelöst wurde. Im Mai 1906 lief der Kreuzer mit einer Schuldivision für zwei Monate zu den Azoren.

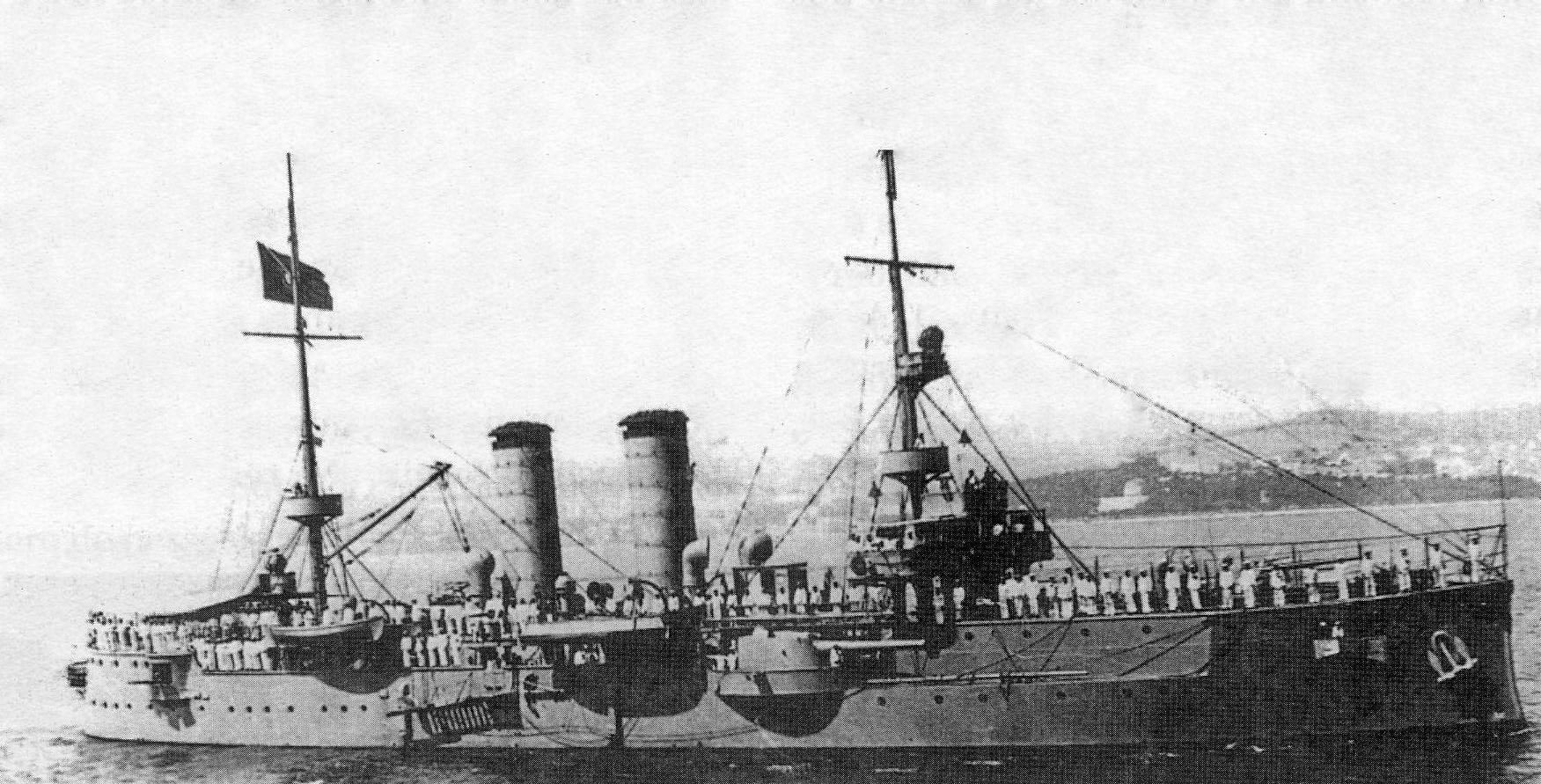
Die Vasco da Gama

Im September 1907 wurde die Dom Carlos I. Flaggschiff einer neuen Schuldivision, zu der noch das zum Kreuzer umgebaute alte Panzerschiff Vasco da Gama (1876, 3030tn.l., 15,5 kn), die in Frankreich gebaute São Rafael (1897, 1771 tn.l., 17,5 kn) und der Zerstörer Tejo (1907, 522 tn.l., 25 kn) gehörten, und mit der im Jahr 1908 mehrere Schulfahrten nach Madeira und zu den Azoren durchgeführt wurden. Im Januar 1909 erhielt der Kreuzer auf einer erneuten Fahrt nach Madeira und zu den Azoren in Funchal den Befehl des Oberkommandos, nach Port Said zu laufen und dort Kadetten von der Rainha Dona Amelia zu übernehmen. Am 27. Januar erreichte der Kreuzer Port Said und lief Anfang Februar über Malta und Cartagena wieder nach Funchal und weiter zu den Azoren, um am 22. April 1909 nach Lissabon zurückzukehren. Der Sommer und der Herbst des Jahres waren mit weiteren Schulfahrten ausgefüllt.
Im April 1910 wurde die Dom Carlos I. nach Argentinien zur Teilnahme an den 100-Jahr-Feiern der Unabhängigkeit entsandt, wobei vor Buenos Aires noch Montevideo besucht wurde. Auf der Rückfahrt wurden Rio de Janeiro, Pernambuco und im Juni Trinidad wegen der dort bestehenden portugiesischen Gemeinde angelaufen. Auf dieser Reise desertierten 49 Seeleute, davon 29 in Argentinien. Im August 1910 reiste der Kreuzer letztmals mit seinem Taufnamen und unter der blau-weißen königlichen Flagge zu den Azoren.

### Im Dienst der Republik

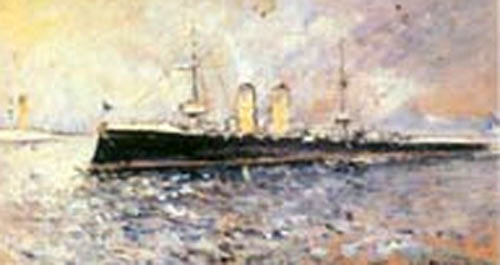
Die Dom Carlos auf einem Gemälde von Giovanni Battista Castagneto

Am 4. Oktober 1910 übernahm der Leutnant Carlos da Maia das Kommando über den Kreuzer im Namen der republikanischen Kräfte. Bei der Übernahme kam zu einem kurzen Kampf mit den Offizieren, die loyal zum König Manuel bleiben wollten. Diese wurden bei dem Kampf fast alle verwundet, darunter auch der bisherige Kommandant des Schiffes. Am nächsten Morgen wurde ein Landungstrupp von 70 Mann gebildet, der die Revolutionskräfte an Land verstärkte.
Noch im Oktober 1910 wurde der Kreuzer mit Medikamenten nach Funchal entsandt, wo die Cholera ausgebrochen war. Dort wurde der Kreuzer im Dezember dann in Almirante Reis umbenannt und kehrte dann unter seinem neuen Namen im Januar 1911 nach Lissabon zurück.
Im Juli 1912 befand sich der Kreuzer auf dem Weg nach Viana do Castelo im Norden Portugals, als er am Nachmittag des 8. Juli, dem Tag der Marine, vor Esposende kurz vor Niedrigwasser auflief. Nach vier Stunden gelang es dem Kanonenboot Limpopo, den Kreuzer wieder freizuschleppen. Trotz einiger Schäden setzte der Kreuzer seine Fahrt fort und kehrte erst im August 1912 nach Lissabon zurück. In den Jahren 1913 und 1914 war er wieder Teil der Schuldivision.
Schon bald nach Ausbruch des Ersten Weltkriegs wurde die Almirante Reis im September 1914 als Begleiter zweier Truppentransporter nach Afrika entsandt. Zur Versorgung wurden São Vicente, Luanda, Kapstadt, Lourenco Marques, Porto Amélia und Mozambique angelaufen, von wo der bis Februar 1915 andauernde Rückmarsch nach Portugal angetreten wurde. Im Mai 1915 kam es zu einer Meuterei an Bord. Der Kommandant Joaquim Nunes da Silva, der gerade das Kommando übernommen hatte, wurde dabei schwer verletzt und starb einen Tag später im Marinehospital. Im Juli 1915 wurde der Kreuzer wieder der Training Division zugeteilt. Allerdings hatte das Schiff bei den Fahrten erhebliche Probleme mit den Kesseln. Die Röhren waren nicht nach den üblichen fünf Jahren getauscht worden, auch waren die Kessel durch den zehnjährigen Einsatz in schlechtem Zustand. 1916 machte sie noch eine Kreuzfahrt zusammen mit der Vasco da Gama. Danach wurde entschieden, keine weiteren Reisen im vorliegenden Zustand zu erlauben. Die Almirante Reis wurde außer Dienst gestellt und eine Kesselreparatur geplant. Aber diese wurde nie durchgeführt. 1919 wurde der Kreuzer entwaffnet. Da keine Mittel für eine Modernisierung vorhanden waren, wurde die ehemalige Dom Carlos I. 1923 von der Flottenliste gestrichen und 1925 zum Abbruch nach Holland verkauft.